# Bartolomeo Gianolio
Bartolomeo Gianolio (Bra, 13 ottobre 1837 – Torino, 11 febbraio 1903) è stato un avvocato e politico italiano.

## Biografia
Laureato in giurisprudenza a Torino, esercita la professione di avvocato e di docente di diritto e procedura penale all'università di Torino. Liberale di orientamento moderato, è stato presidente del consiglio provinciale di Cuneo e consigliere d'amministrazione della filiale della Banca d'Italia di Torino.